# Куратова, Елена Александровна
Алёна Александровна Куратова (род. 24 мая 1982) — общественный и политический деятель - член Общественной палаты РФ (комиссия ОП РФ по развитию некоммерческого сектора и поддержке социально-ориентированных НКО), учредитель и руководитель благотворительного фонда «Дети-бабочки», основатель узбекского благотворительного фонда «Капалак болалар». Учредитель Международной Ассоциации по генетическим  заболеваниям. Международный эксперт по редким (орфанным) заболеваниям, специалист в сфере организации здравоохранения. Член Экспертного совета Комитета Государственной Думы РФ по охране здоровья по редким (орфанным) заболеваниям. Член Общественного совета при Министерстве здравоохранения РФ (2015–2018 гг.), член общественного совета по проведению мониторинга независимой оценки качества оказания услуг ГБУЗ «Московский центр дерматовенерологии и косметологии» (2016 год), эксперт  Фонда президентских грантов (2017 — н. в.), эксперт обучающего онлайн-курса по социальному проектированию для Фонда президентских грантов.  

## Семья
Алёна Куратова родилась в городе Калининград Московской области (ныне — город Королёв) в семье предпринимателей. Мама — финансист, отец занимался строительным бизнесом. Папина мама заведовала городским хозторгом, дед трудился на заводе на руководящей должности, а бабушка по маминой линии была местным депутатом. Помимо Алёны в семье воспитывался брат. Родители активно занимались развитием ребёнка — Алёна в три года начала читать, в дальнейшем проявляла активный интерес к изучению литературы, русского языка и истории. В школьные годы девушка состоялась в творческом направлении, входила в актив учебного заведения, принимала участие в конкурсах и фестивалях. С ранних лет отличалась лидерской позицией, умением постоять за себя и одноклассников. 
У Алёны Куратовой трое детей: два сына и падчерица.

## Образование
2010 год — Институт экономики и культуры, специальность «Менеджмент». 
2019 год — Российская академия народного хозяйства и государственной службы при Президенте РФ, специальность «Организация и управление в здравоохранении» (магистратура). 
2020 год — Московская школа управления «Сколково», программа профессиональной переподготовки по направлению «Управление в здравоохранении: лидеры изменений». 
2021 год  — Московский государственный институт международных отношений (университет) Министерства иностранных дел Российской Федерации», программа повышения квалификации «GR и лоббистская деятельность в бизнесе и НКО».

## Общественная деятельность
- 2011 
  - основала благотворительный фонд «Дети-бабочки»[5][6][7].

- 2014 
  - член ревизионной комиссии Совета «Ассоциации Фандрайзеров».

- 2016 
  - спикер и эксперт курса «Управление и развитие НКО» (модуль «Основы маркетинга и PR НКО»)[8].
  - спикер семинара НКО Лаб «Социально значимые проекты СО НКО: первые итоги работы», проводимого при поддержке Комитета общественных связей города Москвы.
  - член общественного совета при Министерстве здравоохранения РФ[3].
  - член общественного совета по проведению мониторинга независимой оценки качества оказания услуг ГБУЗ «Московский центр дерматовенерологии и косметологии»

- 2017 
  - спикер региональных обучающих семинаров по проекту «Информационная программа для врачей и среднего медперсонала по оказанию эффективной и квалифицированной помощи больным буллезным эпидермолизом», организованному благотворительным фондом «Дети-бабочки» при государственной поддержке в виде Президентского гранта.
  - эксперт Форума «Сообщество»[9].
  - участник круглого стола на тему «Развитие общественной инфраструктуры. Профилактика наследственных заболеваний как защита интересов семьи и детства» в Общественной палате Российской Федерации.
  - эксперт VIII Московского гражданского форума «Новый этап развития НКО в столице», организованного Комитетом общественных связей г. Москвы (в рамках дискуссия о мошенничестве в благотворительности).
  - эксперт дистанционного курса повышения квалификации «Управление и развитие некоммерческой организации» Комитета общественных связей города Москвы (в рамках дискуссии «Кадры для НКО: нанять нельзя воспитывать»).
  - эксперт Всероссийского молодёжного образовательного форума «Территория смыслов на Клязьме» (в рамках дискуссии «Благотворительность и филантропия – платформы развития человеческих ценностей. Форматы сотрудничества для улучшения жизни в нашей стране»[10].
  - член Общественного совета по проведению мониторинга независимой оценки качества оказания услуг ГБУЗ «Московского Центра дерматовенерологии и косметологии».
  - эксперт Фонда президентских грантов.

- 2018 
  - автор обучающего онлайн-курса по социальному проектированию для НКО Фонда президентских грантов.
  - эксперт в публичной дискуссии (Public talk) «Генетическое равноправие» в медиацентре "Благосфера"[11].
  - учредитель и член Международной Ассоциации по генным дерматозам.[12]

- 2020
  - член Общественной палаты РФ
- 2021
  - создана Международная ассоциация генных дерматозов (IAGD) для оказания помощи больным в странах СНГ.

## Премии и награды
- 2012
  - почетная грамота Алены Куратовой за чуткое отношение к проблемам детей с буллезным эпидермолизом и в связи с празднованием Дня медицинского работника.
- 2019 
  - совместно с попечителем фонда «Дети-бабочки» Ксенией Раппопорт стала победительницей премии GQ Superwomen в номинации «Благотворительность года»[13][14].
  - получила Премию «Форма Добра» ТОП 25 Самых добрых людей Петербурга в номинации «Перфоманс года» за организацию благотворительного проекта «Самый длинный стол»[15].
- 2021
  - получила премию Forbes Woman Mercury Awards — 2021 за проект, разработанный командой фонда "Дети-Бабочки", онлайн-академию проблем кожи Skill for Skin

## О фонде
Благотворительный фонд «Дети-бабочки» был создан в 2011 году. Фонд занимается всесторонней помощью детям с редкими генетическими заболеваниями – буллезным эпидермолизом и ихтиозом.
Уникальность фонда «Дети-бабочки» заключается в том, что команда Алёны Куратовой сделала ставку не на адресную помощь, а на создание системы вокруг детей с генными дерматозами. Попадая в эту систему, дети-бабочки и дети-рыбки гарантированно получают ту помощь, которая им необходима. Фонд «Дети-бабочки» остается единственным в стране фондом, оказывающим системную поддержку больным генными дерматозами.

## Деятельность в СНГ
Пациенты из стран СНГ начали обращаться в фонд с 2013 года, так как на постсоветском пространстве «Дети-бабочки» были единственной организацией, которая могла им оказать действенную помощь. C 2018 года по запросу из стран СНГ фонд «Дети-бабочки» стал делиться своей экспертизой с их медиками.
В 2021 году фонд «Дети-бабочки» совместно с ННО «Капалак Болалар» открыл первый в Ташкенте Центр генных дерматозов на базе Республиканского специализированного медицинского научно-практического центра дерматовенерологии и косметологии при Минздраве Республики Узбекистан. Возведение центра шло два года, его строительство и оснащение спонсировал Алишер Усманов. Благодаря совместной активной работе фондов в республике удалось добиться государственного обеспечения медицинскими изделиями пациентов с буллезным эпидермолизом. Государственная программа рассчитана на 2020–2025 гг., объём её финансирования составляет пять миллионов долларов.
При поддержке фонда «Дети-бабочки» в сотрудничестве с Общественной организацией «Ассоциация дерматовенерологов и косметологов Республики Таджикистан» в Республике Таджикистан начали вести учёт пациентов — появился регистр пациентов с генными дерматозами, также для больных открылось отделение на базе федерального медицинского учреждения. Фонд добился включения буллезного эпидермолиза в список заболеваний, дающих право на получение инвалидности с рождения, что предполагает возможность бесплатной госпитализации. Помимо этого, были подготовлены и приняты клинические протоколы, разработаны методические указания по лечению буллезного эпидермолиза и ихтиоза.

## Сотрудничество с государством
Команда фонда создала свою экономическую модель сопровождения больных генными дерматозами, которая значительно снижает затраты фонда и государства, повышает качество жизни пациентов и их семей. Взаимодействие фонда с регионами началось с Москвы — здесь первыми в стране начали вести регистр пациентов с буллезным эпидермолизом и обеспечивать их медицинскими изделиями. Этому способствовал главный внештатный специалист по дерматовенерологии и косметологии Минздрава РФ Николай Потекаев, который много лет сотрудничает с фондом «Дети-бабочки». После Москвы с 2015 года региональное обеспечение пациентов медикаментами и медицинскими изделиями взяли на себя Ханты-Мансийский автономный округ, Санкт-Петербург, республики Чечня, Татарстан и Башкортостан, Оренбургская, Пермская и Калининградская области. Эти успешные кейсы взаимодействия государства и НКО послужили примером для многих других регионов, с которыми фонд «Дети-бабочки» сотрудничает по сей день, делясь своей экспертизой, знаниями, накопленными за 11 лет помощи и наблюдений за пациентами. 
Решение проблемы редких (орфанных) заболеваний Алёна Куратова видит в развитии генетики, организации федеральной системы учета пациентов, что поможет государству лучше планировать финансовые затраты и эффективнее реализовывать программы помощи. Проработав не один год бок о бок с государственным сектором, она убедилась в положительных изменениях в системе оказания медицинской помощи пациентам с редкими (орфанными) заболеваниями, где особую роль сыграла экспертиза и вовлеченность в работу экспертов НКО. Внимание государства к наиболее уязвимой категории граждан — пациентам с редкими (орфанными) заболеваниями говорит о его развитии как социального государства.

## Внешние ссылки
- Благотворительный фонд «Дети-бабочки»
- Instagram Алёны Куратовой
- Facebook Алёны Куратовой